# Acutigebia simsoni
Acutigebia simsoni is een tienpotigensoort uit de familie van de Upogebiidae. De wetenschappelijke naam van de soort is voor het eerst geldig gepubliceerd in 1893 door Thomson.